# 哈登海茨 (新澤西州)
哈登海茨（英語：Haddon Heights）是位於美國新澤西州康登縣的自治市鎮。

## 人口
根據2020年美國人口普查的數據，哈登海茨的面積為4.07平方千米，當中陸地面積為4.06平方千米，而水域面積為0.01平方千米。當地共有人口7495人，而人口密度為每平方千米1,842人。